# 上列梅季
48°16′1″N 22°51′38″E / 48.26694°N 22.86056°E
上列梅季（烏克蘭語：Верхні Ремети），是烏克蘭西部的村莊，隸屬外喀爾巴阡州的貝雷霍韋區。該村始建於1329年，面積1.12平方公里，海拔高度135米，2001年人口489，人口密度每平方公里436.61人。